# Annone Veneto
Annone Veneto (velenceiül Danón) kisváros az észak-olaszországi Veneto régióban található Velence megyében.

## Népesség
A település népessége az elmúlt években az alábbi módon változott:
| Lakosok száma | 3958 | 3932 | 3797 |
|               | 2017 | 2018 | 2023 |